# Đinh Nga
Đinh Nga (thế kỷ X) là một vị tướng thời thời Đinh, được biết đến qua thần phả các đền thờ ở các xã Tân Sơn và Thụy Lôi (Kim Bảng, Hà Nam). Ông có nhiều công lao giúp Đinh Bộ Lĩnh dẹp 12 sứ quân và được phong làm Tướng quân Chỉ huy sứ và làm quan cai quản ở quê hương. Đinh Nga được xem là người khai sáng 3 làng ở Kim Bảng (Hà Nam). Ông cũng là một trong số những vị quan tận trung với nhà Đinh, không phục tùng việc chuyển ngôi từ nhà Đinh sang nhà Tiền Lê.

## Tiểu sử
Theo thần phả đền Ba Dân ở xã Tân Sơn, Kim Bảng, Hà Nam thì vào thế kỷ X tại trang Quang Thừa (xã Tượng Lĩnh, Kim Bảng ngày nay), có hai ông bà là Đinh Điện và Trần Thị Nguỳ sống nhân đức song hiếm muộn con. Ông bà buồn phiền thường lên chùa gần nhà cầu nguyện xin được ban cho người con. Đến khi hơn 40 tuổi, một lần lên chùa, bà Trần Thị Nguỳ được thần báo mộng. Sau 9 tháng 10 ngày, bà sinh ra một cậu con trai tướng mạo khôi ngô tuấn tú. Ông bà đã đặt tên cho con trai là Đinh Nga.

## Thủ lĩnh vùng Kim Bảng
Lớn lên Đinh Nga càng tỏ ra thông minh lanh lợi. Thấy vậy cha Đinh Nga đã tìm thầy dạy cho con mong sớm thành tài. Đến năm Đinh Nga 22 tuổi, ông bà Đinh Điện lần lượt qua đời. Cũng lúc đó, đất nước xảy ra loạn lạc. Các thế lực phong kiến địa phương nổi lên cát cứ tranh giành địa vị, đánh chiếm lẫn nhau, gây thảm hoạ cho nhân dân. Lịch sử gọi thời kỳ này là loạn 12 sứ quân.
Trong bối cảnh đó, ở động Hoa Lư thuộc châu Đại Hoàng, một người tuấn kiệt tên là Đinh Bộ Lĩnh đã đứng lên dấy binh dẹp loạn. Đinh Nga đã tìm đến đầu quân và được Đinh Bộ Lĩnh trọng dụng, giao cho về vùng Thụy Lôi lập đồn trại, chiêu tập và huấn luyện quân lính nhằm tạo phên giậu che chắn cho căn cứ Hoa Lư. Đinh Nga về quê chọn thế đất cao ráo, bằng phẳng dưới chân núi Nguỳ gần sông Đáy thuận lợi cho giao thông đường thủy, lại là nơi có thể đi xuyên qua các vùng khác và đi tắt về căn cứ Hoa Lư. Đây cũng là nơi có thể dễ dàng khi tấn công hoặc rút lui vào núi rừng khi cần.
Đã nghe danh tài đức Đinh Nga nên khi vị tướng trẻ chiêu mộ binh sĩ, lập đồn, xây lũy, trai tráng trong vùng nô nức kéo về tụ nghĩa rất đông. Dưới sự lãnh đạo của Đinh Nga, trai tráng quanh vùng kéo đến gia nhập đội quân ngày càng nhiều. Ngày nay, ngọc phả và dân gian còn nhắc đến tên những người tướng giỏi như: Đinh Thiết, Đinh Ngân, Phạm Đức, Trần Huy, Đinh Mỹ. Họ đã giúp Đinh Nga huấn luyện binh sĩ. Đội quân do Đinh Nga chỉ huy phò Đinh Bộ Lĩnh dẹp loạn rất thiện chiến, đánh đâu được đấy, lập nhiều công lớn.

## Tiêu diệt Đỗ Cảnh Thạc
Khi Đinh Bộ Lĩnh phát động quân lính tiến hành dẹp loạn các sứ quân, Đinh Nga đã đem quân sĩ về hội cùng. Truyền kể rằng, có lần Đinh Bộ Lĩnh đem quân đi đánh sứ quân Đỗ Cảnh Thạc đóng ở Thanh Oai (Hà Nội) - đã bị Đỗ Cảnh Thạc đem quân vậy chặt. Trong lúc nguy cấp ấy, Đinh Nga đã đem quân đến giải vây và thừa thắng tấn công tiêu diệt Đỗ Cảnh Thạc tại Đỗ Động Giang, góp công lớn giải nguy cho Đinh Bộ Lĩnh.

## Khai sáng ba làng
Khi dẹp xong loạn 12 sứ quân, năm 968 Đinh Bộ Lĩnh được tôn lên làm vua lấy hiệu là Đinh Tiên Hoàng, đặt quốc hiệu là Đại Cồ Việt và định đô ở Hoa Lư, gần căn cứ của nghĩa quân trước đây. Sau khi lên ngôi, Đinh Bộ Lĩnh đã ban thưởng cho Đinh Nga chức Tướng quân Chỉ huy sứ và cử về trấn trị tại địa bàn cũ, được hưởng lộc ấp ở huyện Cổ Bảng (Kim Bảng ngày nay).
Tại quê hương, ông đã cùng nhân dân lao động lập nên những trang ấp mới là Thụy Lôi Hạ, Hồi Trung và Trung Hoà (nay là 3 xã Tân Sơn, Hồi Trung, Trung Hoà) rất đông đúc. Đến nay, tên gọi những cánh đồng xưa do Đinh Nga cùng dân làng khai phá như cánh đồng Bảng rộng hàng trăm mẫu “đầu giáp núi Rộc thôn Vãn Sơn, cuối giáp sông Cổ, đất có thế như chiếc tù và, dải phướn”.

## Tận trung với nhà Đinh
Năm 979, Đinh Tiên Hoàng cùng con trưởng là Nam Việt Vương Đinh Liễn ở trong triều rơi vào một âm mưu phản loạn đầu độc chết. Con thứ của Đinh Tiên Hoàng mới lên 6 tuổi là Đinh Toàn được dựng lên làm vua dưới sự phò tá của Lê Hoàn và Thái hậu Dương Vân Nga nhiếp chính. Giữa lúc ấy, nhà Tống nghe tin Đinh Tiên Hoàng mất, vua còn nhỏ muốn thừa cơ xâm lược nước ta. Một thời gian sau, Lê Hoàn được Thái hậu Dương Vân Nga cùng một số đại thần tôn lên làm vua để chuẩn bị lãnh đạo nhân dân chống quân xâm lược Tống.
Tận trung với nhà Đinh, Đinh Nga và một số quan lại đã bỏ triều đình Tiền Lê, không hợp tác với Lê Hoàn. Ông trở về quê cũ Thụy Lôi giải tán quân đội do mình chỉ huy. Cuối đời Đinh Nga thường đi ngao du vãn cảnh và mất tại núi Kim Nhan thuộc huyện Thanh Chương châu Hoan (nay là Nghệ An).

## Ghi công từ hậu thế
Nhớ ơn vị tướng tài danh, đức độ có công khai phá lập làng, lập ấp nên dân chúng ba xã Thụy Lôi Hạ, Hồi Trung, Trung Hoà đều nhất tâm thành kính dựng đền phụng thờ, tri ân. Đền thờ Đinh Nga ở Thụy Lôi Hạ lập bên chân núi Nguỳa, cận kề sông Đáy ngay trên nền đất tướng công đã từng dựng đồn binh, chiến lũy. Năm 1980, xã Thụy Lôi Hạ đổi thành thôn Thụy Sơn, năm 1990 thuộc về xã Tân Sơn; Hồi Trung, Trung Hòa thuộc xã Thụy Lôi. Tuy ba làng thuộc hai xã khác nhau và mỗi làng đều thờ Đinh tướng công nhưng hằng năm cứ vào mùng mười, tháng hai (ngày sinh đức thánh) dân ba làng lại quần tụ về lễ hội tại đền Thụy Sơn (được coi là đền chính). Danh xưng đền Ba Dân, lễ hội Ba Dân (còn gọi là đền Ba Xã, lễ hội Ba Xã) được lưu truyền là bởi thế.
Đền Ba Dân ở xã Tân Sơn xưa là đền thờ chung của 3 xã Thụy Lôi Hạ, Hà Hồi và Trung Hoà nên còn có tên gọi là đền Ba Xã. Từ năm 1980, xã Thụy Lôi Hạ đổi thành xã Thụy Sơn, rồi tới năm 1990 đổi thành xã Tân Sơn đền Ba Dân thuộc thôn Thụy Sơn của xã này. Cho tới nay mặc dù 2 xã Hồi Trung và Trung Hoà đều có đền thờ riêng nhưng nhân dân 2 xã vẫn coi đền Ba Dân là trung tâm của cả ba xã nên đều tham gia những ngày lễ hội rất đông đảo.
Ngày nay, đền Ba Dân còn giữ được những câu đối ghi công ông: “Thái ấp hợp tam trang, Đinh Huân tướng, Lý hiển thần quang nhạc Hoa Lư sinh hoá dị- Phong chương truyền lịch đại, tả thành hoàng, hữu hậu thổ, cao sơn linh miếu địa thiên trường”. dịch là “Thái ấp gồm 3 trang, công với nhà Đinh, ân phù nhà Lý, sinh hoá rất lạ của đất nước Hoa Lư; Biểu dương qua các triều, bên trái là thành hoàng, bên phải là thần đất, đền miếu nơi núi cao mãi mãi anh linh”. Hay: “Tảo đăng kiểu hùng quân, bát loạn công cao Cồ Việt diệu. Dự phù Đinh chính thống, phân đồn tích hiểu Thủy Lôi Sơn”. Tức là: “Thanh trừ loạn nước, có công lớn với đất Cồ Việt, Phù sự thống nhất nhà Đinh, rõ ràng con dấu tích đồn binh ở núi Thụy Lôi”.
Lễ hội đền Ba Dân với những trò diễn dân gian đặc sắc như đánh đu, đấu gậy, hát chèo, đấu cờ tướng, rước kiệu… Lễ hội mở ngày 10-5 (kỷ niệm sự kiện Đinh Nga cho quân về làng), ngày 10-7 (kỷ niệm ngày lập đồn trại tại quê nhà), ngày 20-7 (kỷ niệm ngày ông hội quân với Đinh Bộ Lĩnh ở Hoa Lư). Đặc biệt lễ hội được tiến hành to nhất vào các ngày 8, 9, 10 tháng 2 hàng năm, kỷ niệm ngày sinh của tướng Đinh Nga làm cho đời sống tinh thần nhân dân trong vùng thêm phong phú.
Đình Hồi Trung ở xã Thụy Lôi cũng thờ Đinh Nga đại vương. Ngày 10/5 âm lịch là ngày lễ hạ đền. Ngày 10/7 là ngày hội khao quân, ngoài việc mơ trâu bò khao quân thì trong ngày này còn có tục thi gà, gà này do lềnh trưởng ở các giáp nuôi. Ngày 10/11 là ngày hóa của thần, lễ dùng thịt lợn đen, xôi, bánh, rượu, cơm canh... Ngày mồng 9, 10 tháng 2 âm lịch hàng năm là ngày lễ hội chích của làng, kỉ niệm ngày sinh của Đinh Nga Đại Vương.